# 拉沙佩勒于贡
拉沙佩勒于贡（法語：La Chapelle-Hugon，法語發音：[la ʃapɛl yɡɔ̃]）是法国谢尔省的一个市镇，位于该省东南部，属于圣阿芒蒙龙区。

## 地理
拉沙佩勒于贡（46°54'25"N, 2°56'54"E）面积16.16 平方千米，位于法国中央-卢瓦尔河谷大区谢尔省，该省份为法国中部省份，北起卢瓦雷省，西接卢瓦-谢尔省和安德尔省，南至克勒兹省，东南接阿列省，东临涅夫勒省。
与拉沙佩勒于贡接壤的市镇（或旧市镇、城区）包括：阿列河畔阿普勒蒙、热尔米尼莱克桑、格罗苏夫尔、欧布瓦河畔拉盖尔什、讷维勒巴鲁瓦。

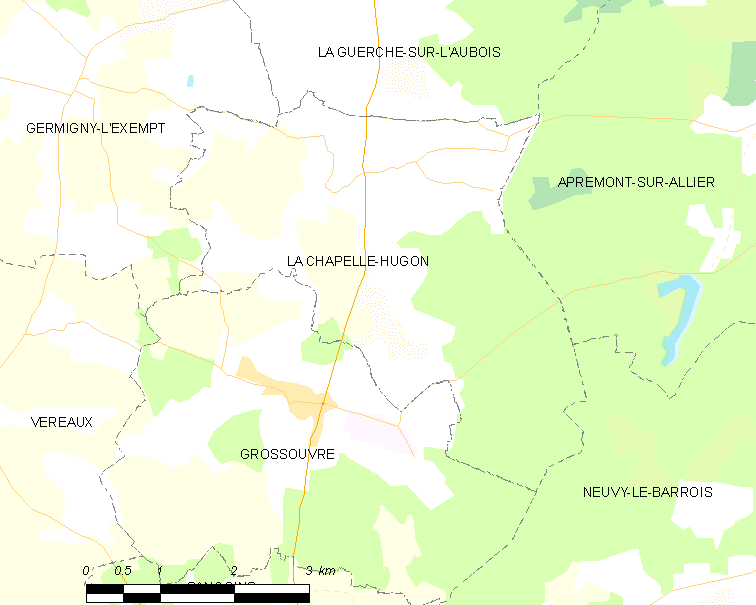
拉沙佩勒于贡的OSM定位图

拉沙佩勒于贡的时区为UTC+01:00、UTC+02:00（夏令时）。

## 行政
拉沙佩勒于贡的邮政编码为18150，INSEE市镇编码为18048。

## 政治
拉沙佩勒于贡所属的省级选区为欧布瓦河畔拉盖尔什县。

## 人口

1962-2008年间拉沙佩勒于贡人口变化图示

拉沙佩勒于贡于2022年1月1日时的人口数量为385人。